# ライヴ・アット・カフェ・モンマルトル1966 (アルバム)
| 専門評論家によるレビュー | 専門評論家によるレビュー |
| レビュー・スコア         | レビュー・スコア         |
| 出典                     | 評価                     |
| ------------------------ | ------------------------ |
| Allmusic                 | [ 1 ]                    |

『ライヴ・アット・カフェ・モンマルトル1966』(Live at Cafe Montmartre 1966) は、ドン・チェリーのライブ・アルバムである。1966年のカフェ・モンマルトル公演の模様を収録し、2007年にESPディスク・レーベルからリリースされた。日本盤未発売（タイトルは直訳）。

## 収録曲
1. "Intro" - 0:36
2. "Cocktail Piece" - 13:11
3. "Neopolitan Suite: Dios & Diablo" - 7:26
4. "Complete Communion" - 13:20
5. "Free Improvisation: Music Now" - 10:46
6. "Cocktail Piece (End)" - 2:28

## パーソネル
- ドン・チェリー (Don Cherry) – トランペット
- ガトー・バルビエリ (Gato Barbieri) – テナー・サクソフォーン
- カール・ベルガー (Karl Berger) – ヴィブラフォン
- ボ・スティーフ (Bo Stief) – ベース
- アルド・ロマーノ (Aldo Romano) – ドラム